# Connor Brown
Connor Brown (Kaapstad, 6 augustus 1998) is een Zuid-Afrika geboren Nieuw-Zeelandse wielrenner die als beroepsrenner uitkwam voor Team Qhubeka NextHash. In zijn eerste seizoen als beroepsrenner debuteerde Brown met een 130e plek in de Ronde van Spanje.

## Overwinningen
2017
Eindklassement San Dimas Stage Race
2019
2e etappe Tour de Limpopo

## Resultaten in voornaamste wedstrijden
| Jaar | Ronde van Italië | Ronde van Frankrijk | Ronde van Spanje |
| ---- | ---------------- | ------------------- | ---------------- |
| 2021 |                  |                     | 130e             |

| Jaar | Clásica San Sebastián |  | WK op de weg |
| ---- | --------------------- |  | ------------ |
| 2021 | opgave                |  | opgave       |

## Ploegen
2018 –  Mobius-BridgeLane
2019 –  Dimension Data for Qhubeka
2020 –  NTT Continental Cycling Team
2021 –  Team Qhubeka NextHash